# Katy Marchant
Katy Marchant (ur. 30 stycznia 1993 w Leeds) – brytyjska kolarka torowa, brązowa medalistka olimpijska.

## Kariera
Największy sukces osiągnęła w 2016 roku, kiedy podczas igrzysk olimpijskich Rio de Janeiro zdobyła brązowy medal w sprincie. W zawodach tych wyprzedziły ją jedynie Niemka Kristina Vogel i inna Brytyjka, Rebecca James. Zdobyła też brązowy medal w sprincie drużynowym na rozgrywanych dwa lata później igrzyskach Wspólnoty Narodów w Gold Coast.